# 夢湖 (臺南市)
夢湖，為臺灣臺南市竹溪上游的濕地水塘，由於當地地下水源豐富，地下湧泉不斷冒出地面，形成一處天然湖泊。荷蘭時期即建有水利設施，稱為「荷蘭埤」；日治時代改稱為「坑內」，而「夢湖」是日治後期的名字，為了紀念歷史，這湖泊依然沿用「夢湖」的名稱。1970年代以後，因興建城市外環線中華東路，遭該新建道路橫越而被分割成兩個部分，一為臺南市立文化中心前水塘，一現位於巴克禮紀念公園內。